# Eiskunstlauf-Weltmeisterschaften 1957
Die Eiskunstlauf-Weltmeisterschaften 1957 fanden vom 26. Februar bis 2. März 1957 in Colorado Springs (USA) statt. Es waren die zweiten Weltmeisterschaften in den USA, nach New York 1930.
In der Herrenkonkurrenz setzte David Jenkins, der jüngere Bruder von Hayes Alan Jenkins, die Siegesserie der Familie Jenkins und der USA fort, indem er seinen ersten von drei Titeln in Folge gewann.

## Ergebnisse

### Herren
| Platz | Sportler              | Land                   |
| ----- | --------------------- | ---------------------- |
| 1     | David Jenkins         | Vereinigte Staaten     |
| 2     | Tim Brown             | Vereinigte Staaten     |
| 3     | Charles Snelling      | Kanada                 |
| 4     | Alain Giletti         | Frankreich             |
| 5     | Tom Moore             | Vereinigte Staaten     |
| 6     | Norbert Felsinger     | Österreich             |
| 7     | Donald Jackson        | Kanada                 |
| 8     | Robert Brewer         | Vereinigte Staaten     |
| 9     | Alain Calmat          | Frankreich             |
| 10    | Michael Booker        | Vereinigtes Königreich |
| 11    | Manfred Schnelldorfer | BR Deutschland         |
| 12    | Hubert Köpfler        | Schweiz                |
| 13    | Yukio Nishikura       | Japan                  |
| 14    | Hideo Sugita          | Japan                  |
| 15    | Kazuo Ohashi          | Japan                  |
| 16    | Charles Keeble        | Australien             |
| 17    | William Cherrell      | Australien             |

Punktrichter waren:
- W. Malek  Österreich
- P. Devine  Kanada
- Gérard Rodrigues-Henriques  Frankreich
- Rudolf A. Marx  BR Deutschland
- Pamela Davis  Vereinigtes Königreich
- E. Kirschhofer  Schweiz
- H. Janes  Vereinigte Staaten

### Damen
| Platz | Sportlerin        | Land                   |
| ----- | ----------------- | ---------------------- |
| 1     | Carol Heiss       | Vereinigte Staaten     |
| 2     | Hanna Eigel       | Österreich             |
| 3     | Ingrid Wendl      | Österreich             |
| 4     | Carole Jane Pachl | Kanada                 |
| 5     | Claralyn Lewis    | Vereinigte Staaten     |
| 6     | Hanna Walter      | Österreich             |
| 7     | Joan Schenke      | Vereinigte Staaten     |
| 8     | Nancy Heiss       | Vereinigte Staaten     |
| 9     | Erica Batchelor   | Vereinigtes Königreich |
| 10    | Karen Dixon       | Kanada                 |
| 11    | Ina Bauer         | BR Deutschland         |
| 12    | Sjoukje Dijkstra  | Niederlande            |
| 13    | Joan Haanappel    | Niederlande            |
| 14    | Margaret Crosland | Kanada                 |
| 15    | Ilse Musyl        | Österreich             |
| 16    | Emma Giardini     | Italien                |
| 17    | Junko Ueno        | Japan                  |
| 18    | Carla Tichatschek | Italien                |
| 19    | Yuko Araki        | Japan                  |
| 20    | Alice Fischer     | Schweiz                |

Punktrichter waren:
- Hans Meixner  Österreich
- J. McKechnie  Kanada
- Rudolf A. Marx  BR Deutschland
- Pamela Davis  Vereinigtes Königreich
- Bruno Bonfiglio  Italien
- E. Kirchhofer  Schweiz
- H. Storke  Vereinigte Staaten

### Paare
| Platz | Sportler                           | Land                   |
| ----- | ---------------------------------- | ---------------------- |
| 1     | Barbara Wagner / Robert Paul       | Kanada                 |
| 2     | Marika Kilius / Franz Ningel       | BR Deutschland         |
| 3     | Maria Jelinek / Otto Jelinek       | Kanada                 |
| 4     | Nancy Rouillard / Ronald Ludington | Vereinigte Staaten     |
| 5     | Joyce Coates / Anthony Holles      | Vereinigtes Königreich |

Wegen Terminschwierigkeiten waren die aktuellen Europameister Věra Suchánková / Zdeněk Doležal und auch die dortigen Silbermedaillengewinner Marianna Nagy / László Nagy gar nicht in die USA gereist. Die österreichischen Vertreter Ellend / Lienert konnten nicht antreten, da sich Liesl Ellend im Training am Knöchel verletzt hatte.
Punktrichter waren:
- Hans Meixner  Österreich
- J. McKechnie  Kanada
- G. Rodrigues-Henriques  Frankreich
- Rudolf A. Marx  BR Deutschland
- Pamela Davis  Vereinigtes Königreich
- Bruno Bonfiglio  Italien
- H. Janes  Vereinigte Staaten

### Eistanz
| Platz | Sportler                             | Land                   |
| ----- | ------------------------------------ | ---------------------- |
| 1     | June Markham / Courtney Jones        | Vereinigtes Königreich |
| 2     | Geraldine Fenton / William McLachlan | Kanada                 |
| 3     | Sharon McKenzie / Bert Wright        | Vereinigte Staaten     |
| 4     | Joan Zamboni / Ronland Junso         | Vereinigte Staaten     |
| 5     | Barbara Thompson / Gerard Rigby      | Vereinigtes Königreich |
| 6     | Cathrine Morris / Michael Robinson   | Vereinigtes Königreich |
| 7     | Carmel Bodel / Edward Bodel          | Vereinigte Staaten     |
| 8     | Beverly Orr / Hugh Smith             | Kanada                 |
| 9     | Sigrid Knake / Günther Koch          | BR Deutschland         |
| 10    | Christiane Ellen / Claude Lambert    | Frankreich             |
| 11    | Edith Peikert / Hans Kutschera       | Österreich             |

Punktrichter waren:
- W. Malek  Österreich
- P. Devine  Kanada
- D. Ward  Vereinigtes Königreich
- E. Kirchhofer  Schweiz
- R. Shoemaker  Vereinigte Staaten

## Medaillenspiegel
| Platz | Land                   | Gold | Silber | Bronze | Gesamt |
| ----- | ---------------------- | ---- | ------ | ------ | ------ |
| 1     | Vereinigte Staaten     | 2    | 1      | 1      | 4      |
| 2     | Kanada                 | 1    | 1      | 2      | 4      |
| 3     | Vereinigtes Königreich | 1    | –      | –      | 1      |
| 4     | Österreich             | –    | 1      | 1      | 2      |
| 5     | BR Deutschland         | –    | 1      | –      | 1      |